# Taranto
Taranto (česky Tarent) je italské město v kraji Apulie a hlavní město provincie Taranto. Leží v jihovýchodní části země, v Tarentském zálivu, na pobřeží Jónského moře. Celostátní význam má přístav v novější části města, který též slouží jako námořní základna Italského námořnictva. Město je také sídlem arcibiskupa.

## Historie
Město založili Řekové v roce 706 př. n. l. jako Tarás (latinsky Tarentum). Během druhé punské války (218–201 př. n. l.) najalo město na svou obranu řecké žoldnéře a postavilo se po boku Kartáginců proti Římanům. V pozdějších letech za to Tarent zaplatil, když Římané město dobyli a námořníci obchod přenesli do Brindisi.
Za druhé světové války se přístav v Tarantu – jako jedna z hlavních základen královského námořnictva – stal v noci z 11. na 12. listopadu 1940 terčem útoku britských palubních torpédových bombardérů Swordfish.

## Město a památky

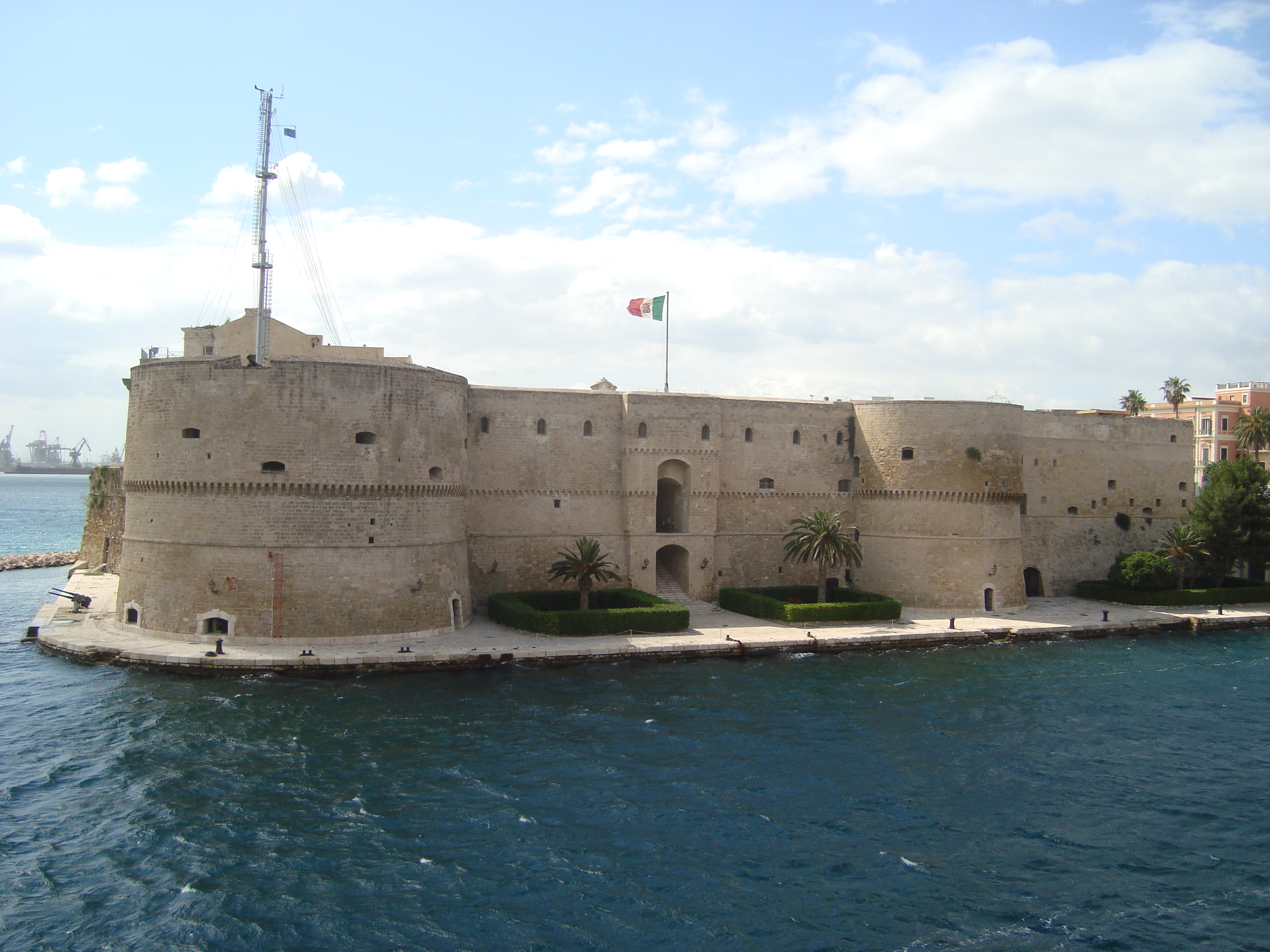
Castello Aragonese, Staré Město

Město se skládá ze tří hlavních částí. Na ostrově, spojeném s pevninou dvěma mosty, se nachází Staré Město (Città Vecchia). Od pevniny je odděluje zátoka Středozemního moře, východně Mare Piccolo, západně Mare Grande. Jihovýchodně leží hlavní, nejpočetněji obydlená část města Nové Město (Città Nuova). Severozápadní část města pak tvoří většinou průmyslové předměstí.
Dominantu Starého Města tvoří v jižní části ležící Aragonský hrad, Castello Aragonese, stavba z let 1492–1577. Druhou významnou stavbou je katedrála San Cataldo, leží ve středu Starého Města v ulici Via Duomo. Katedrála stojí na místě bývalého křesťanského chrámu ze 4. století, stavba pochází z 10. až. 11. století, v 17. až 18. století byla barokně upravena. Dóm má antické sloupy a kryptu.
Nejvýznamnější památkou Nového Města je Národní archeologické muzeum, Museo Nazionale. Prehistorii zastupují jeskyní kresby ze 4 tisíciletí př. n. l., jsou zde předměty z doby železné a bronzové. Antiku reprezentuje bronzový Zeus ze 6. století př. n. l., hlava bohyně Athény s přilbou, mramorové sarkofágy, pohřební urny, keramika, terakotové masky a mnohé další předměty. Expozice byla kvůli rekonstrukci dočasně přemístěna do paláce Pantaleo.
Dále se ve městě nachází Oceánografické muzeum a také pobřežní promenáda.

### Okolí města
Na jižní straně Salentského poloostrova jsou četné pláže a kempy u Porto Cesareo stojí mohutná čtyřboká věž Torre Squillace z 15. století.

## Gastronomie
V celé Itálii mají dobrý zvuk cozze di Taranto, škeble po tarentsku. Uznávaným vínem je Lizzano, likér Amaro San Marzaco mívá vanilkovou nebo čokoládovou příchuť.

## Vývoj počtu obyvatel
Počet obyvatel

## Galerie

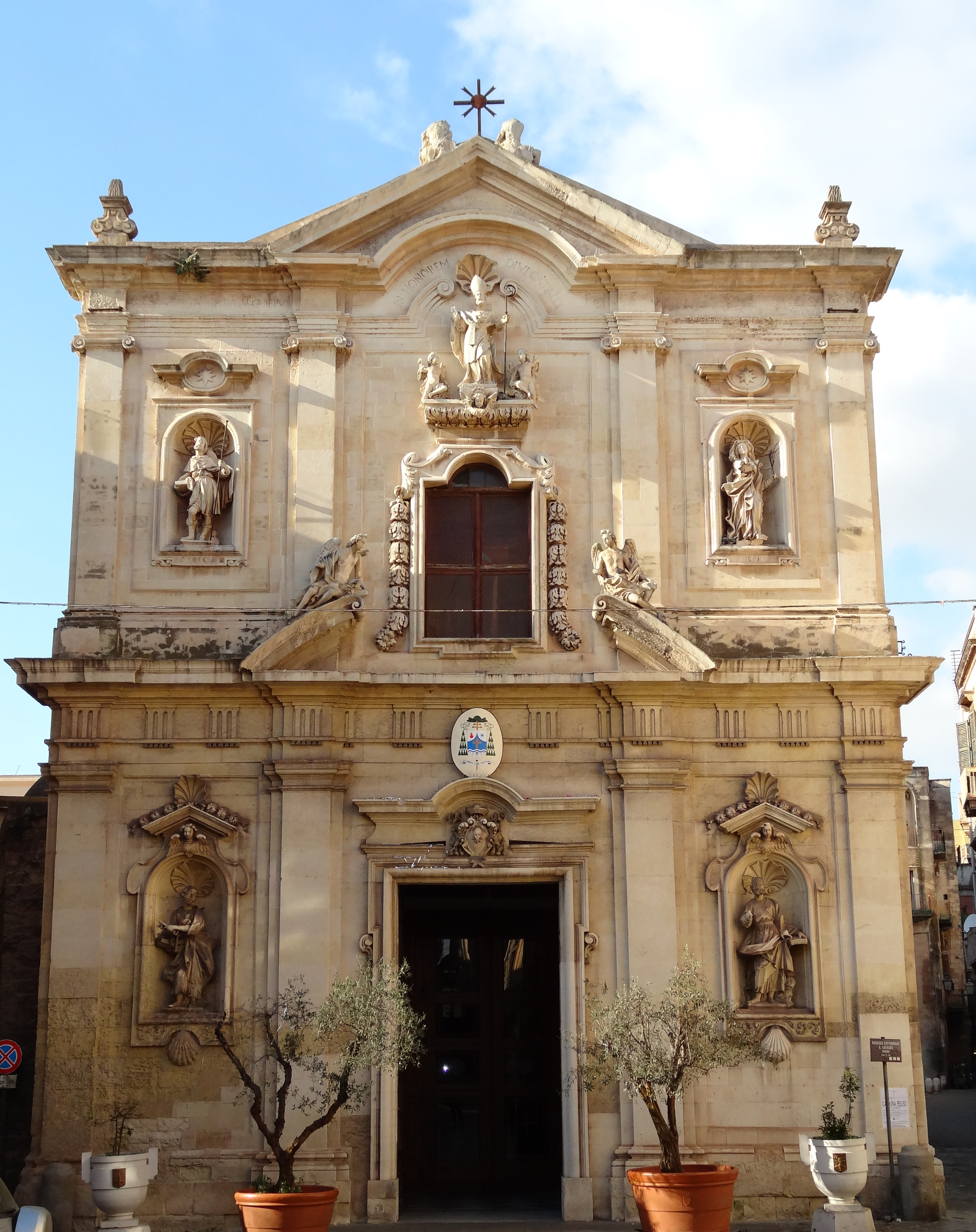
katedrála San Cataldo
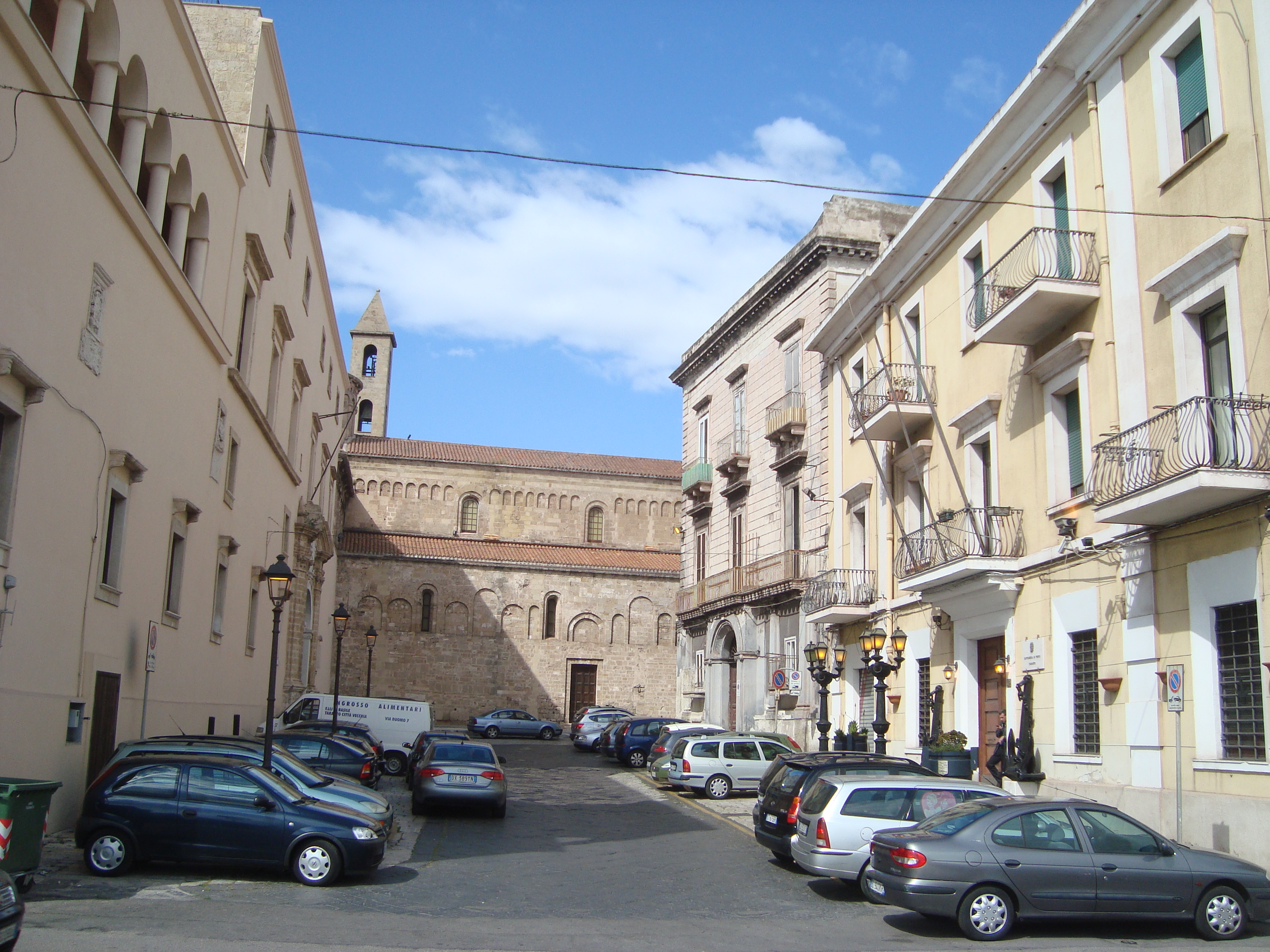
Staré Město, Taranto
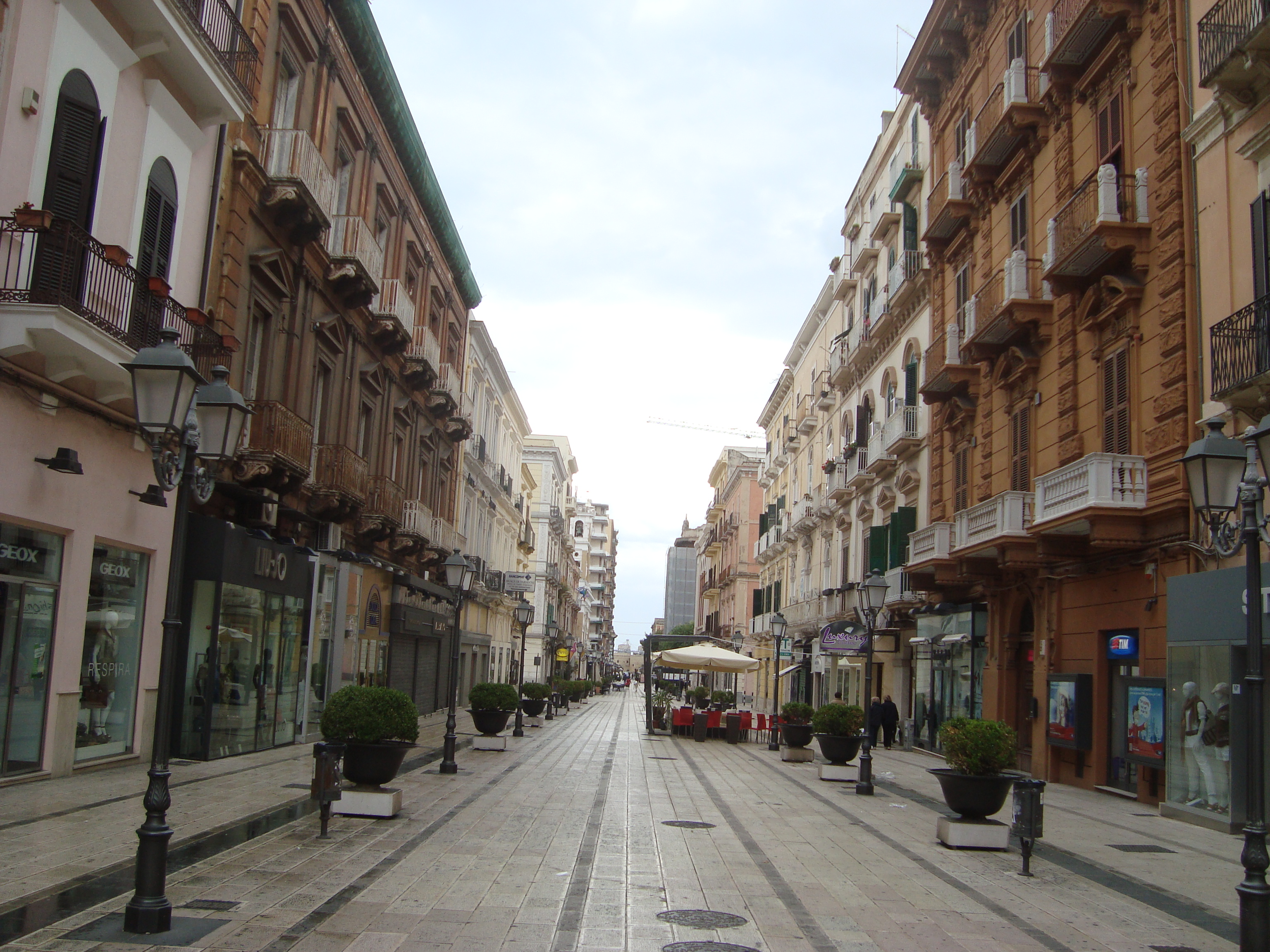
Via N. T. D'Aquino, Nové Město
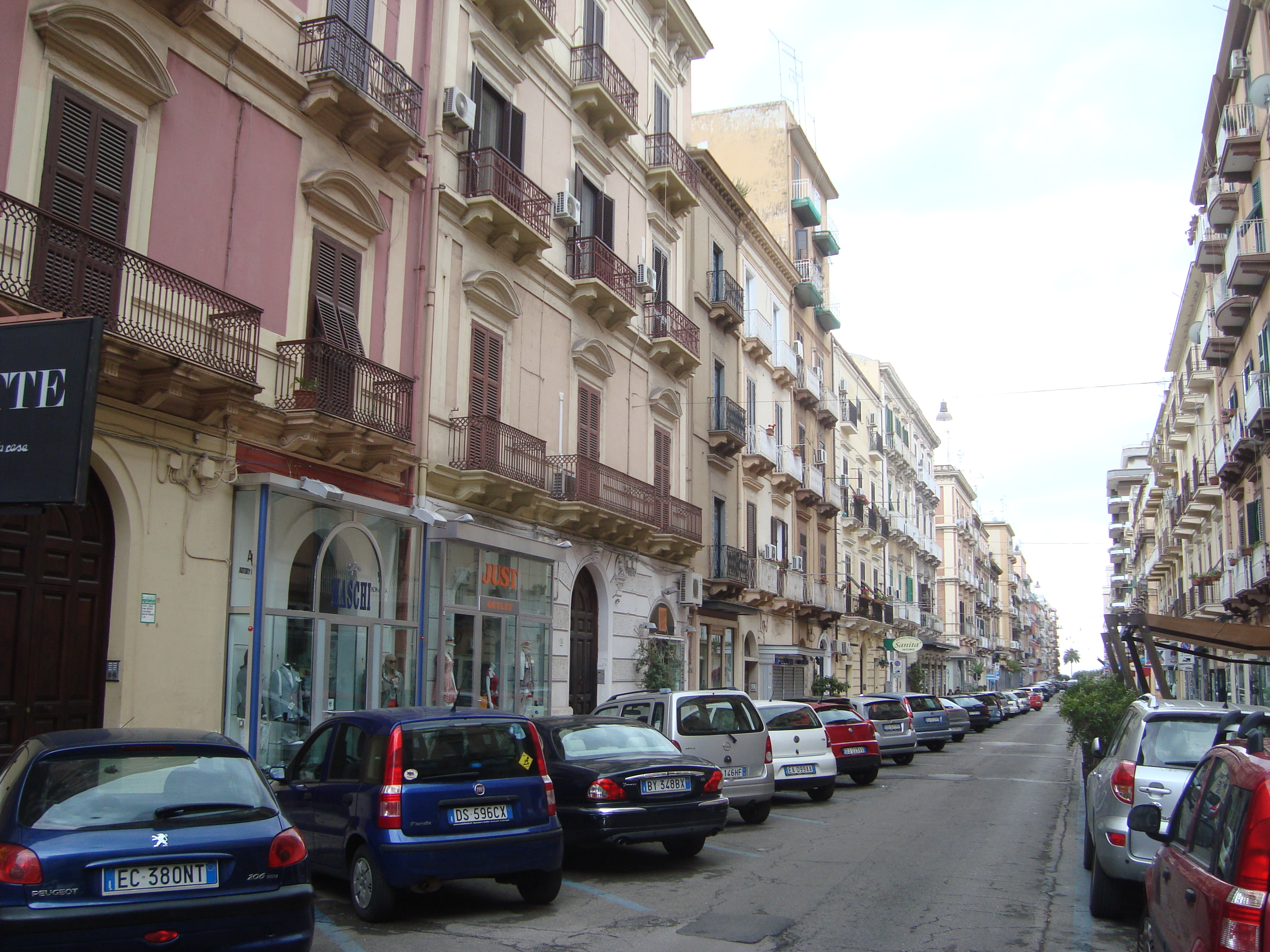
ulice na Novém Městě
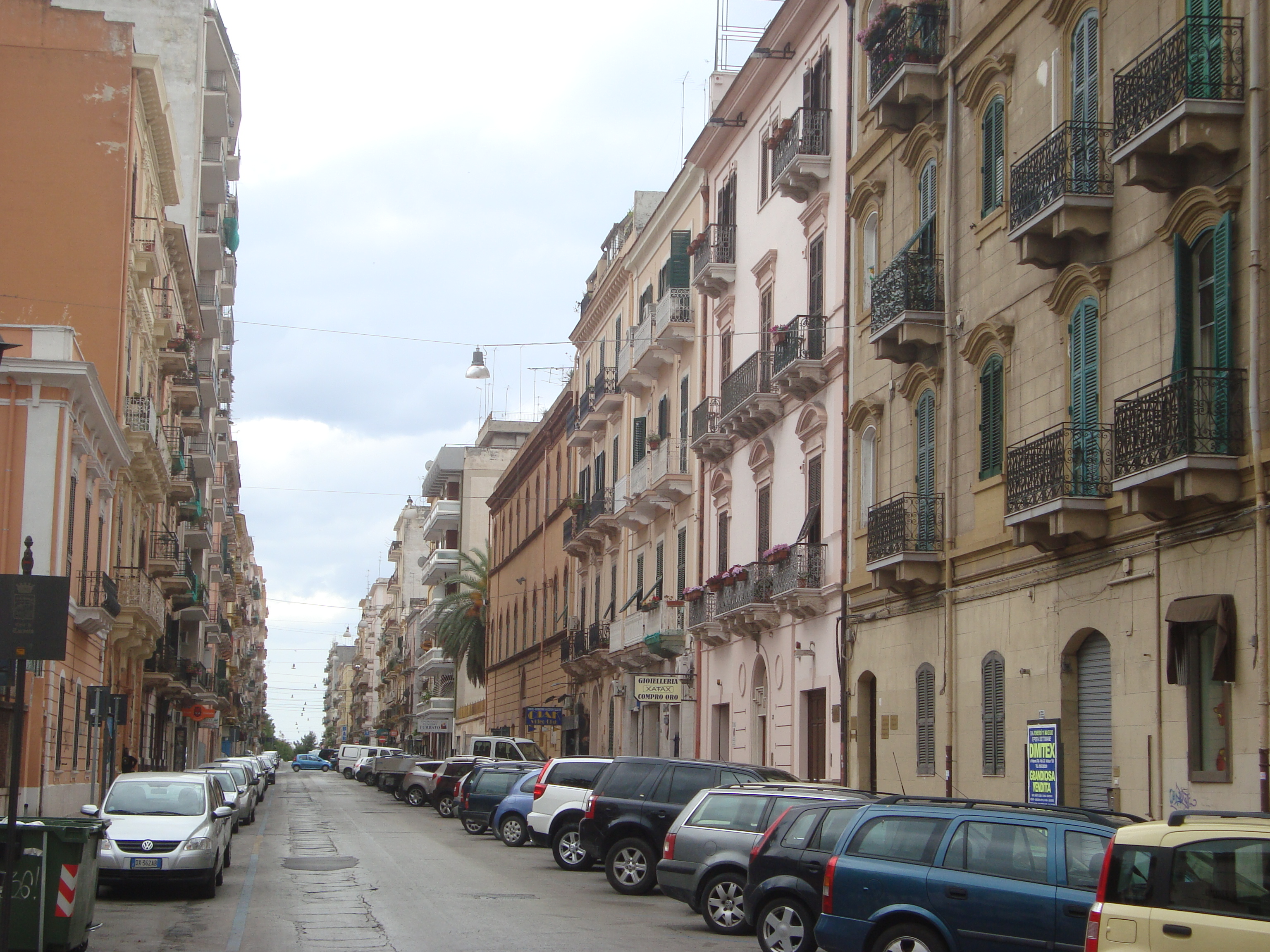
Nové Město, Taranto
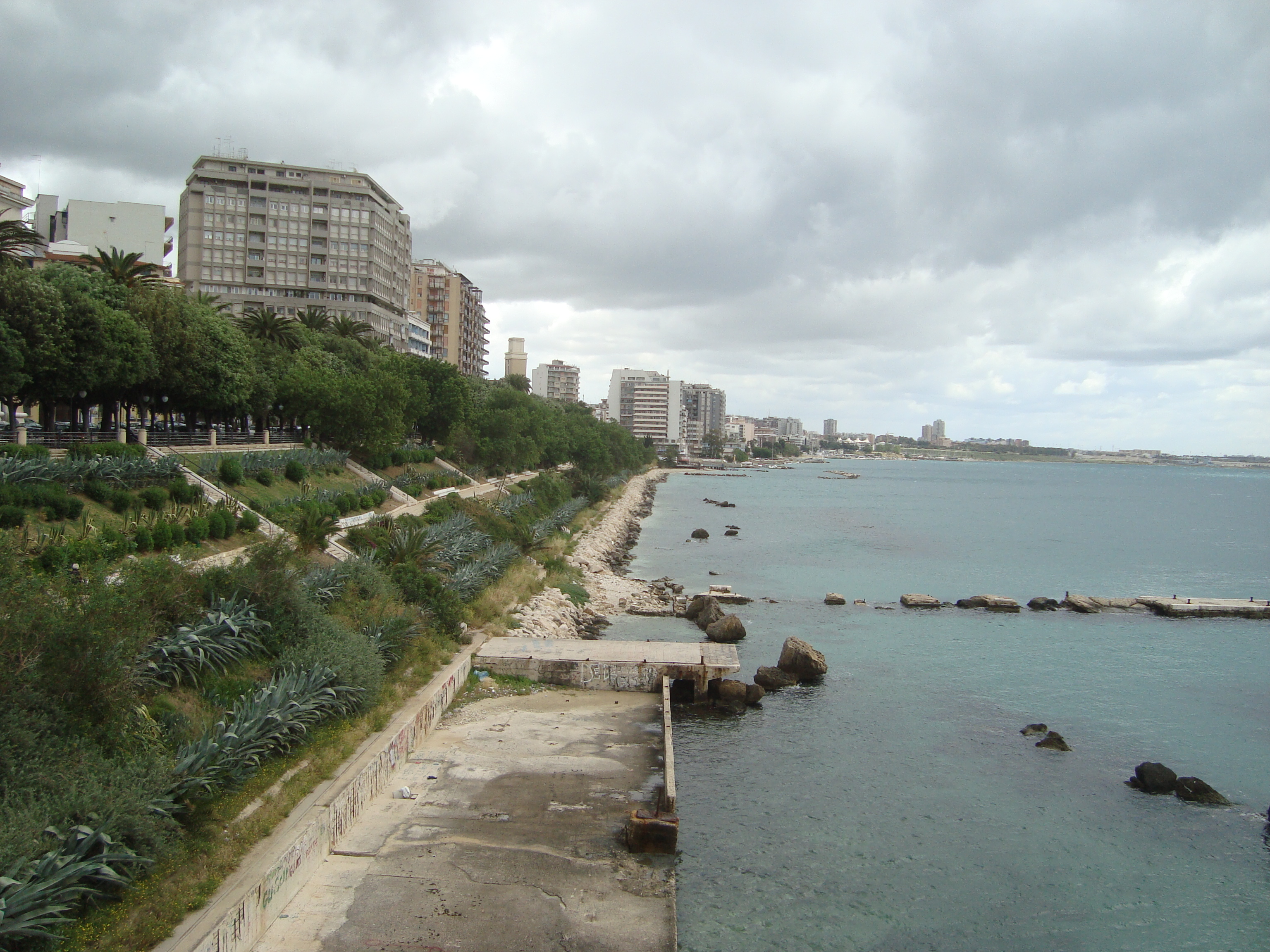
západní nábřeží, Nové Město
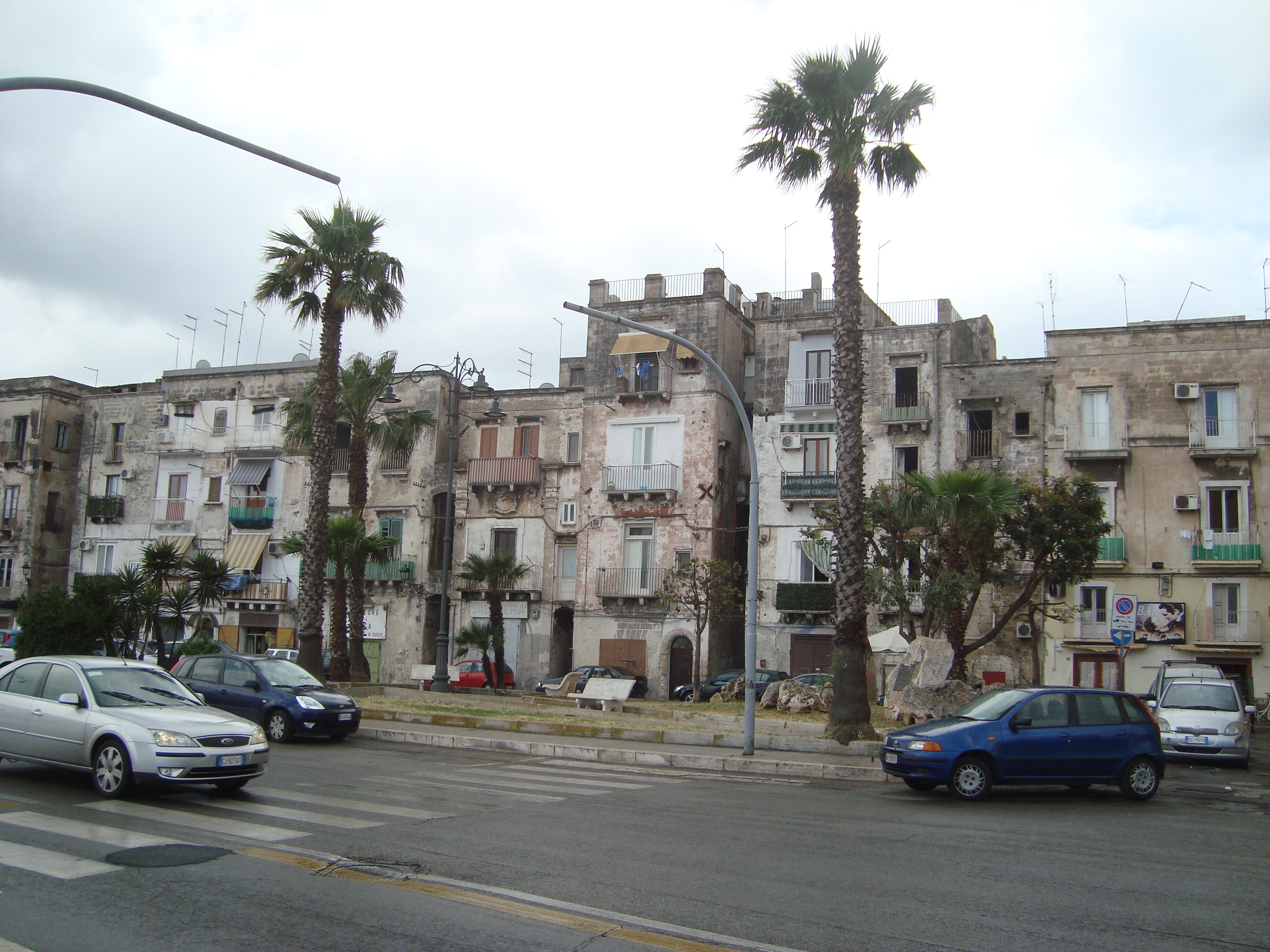
Staré Město, Taranto

## Osobnosti města
- Archytas (428 př. n. l. – 347 př. n. l.), řecký filosof a vědec
- Aristoxenos (kolem 360 př. n. l. – asi 300 př. n. l.), řecký filosof a zakladatel hudební vědy
- Pyrrhos (asi 319 př. n. l. – 272 př. n. l.), hegemon épeirského spolku, král Molossů a Makedonie
- Livius Andronicus (kolem 278 př. n. l. – po r. 240 př. n. l.), římský dramatik řeckého původu.
- Quintus Ennius (239 př. n. l. – 189 př. n. l.), římský epický a tragický básník
- Nikeforos II. (912–969), byzantský císař
- Bohemund z Tarentu (1058–1111), italo-normanský válečník a dobrodruh, kníže z Tarentu a jeden z předních účastníků první křížové výpravy.
- Nicola Fago (1677–1745), barokní skladatel a hudební pedagog
- Giovanni Paisiello (1741–1816), operní skladatel
- Choderlos de Laclos (1741–1803), francouzský spisovatel a generál
- Joachim Murat (1767–1815), kníže Murat, velkovévoda z Bergu a Cleves, maršál Francie, král obojí Sicílie
- Josef Bonaparte (1768–1844), nejstarší bratr Napoleona I., král neapolský a španělský

## Partnerská města
- Brest, Francie
- Doneck, Ukrajina
- Sparta, Řecko